# Carpias nereus
Carpias nereus là một loài chân đều trong họ Janiridae. Loài này được Pires miêu tả khoa học năm 1982.